# Vierge de miséricorde avec les saints Sébastien et Bernardin de Sienne
La Vierge de miséricorde avec les saints Sébastien et Bernardin de Sienne   est une peinture religieuse   de Luca Signorelli, datée des environs de 1490, exposée dans le musée diocésain de Pienza.

## Iconographie
La Vierge de miséricorde (ou de merci) est une « Vierge au manteau » (ouvert)  protégeant les fidèles, les pénitents. Elle peut être accompagnée de saints locaux, populaires en intercesseurs complémentaires. Souvent des anges l'aident à ouvrir sa cape en intervenants célestes, portant éventuellement la couronne sur sa tête.
S'ils sont présents, les commanditaires de l'œuvre sont placés traditionnellement sous la protection de la Vierge.

## Description
Dans un cadre fortement cintré vers le haut, et sur un fond étoilé (le ciel), la Vierge Marie, couronne portée par deux anges aux ailes déployées, porte le regard vers l'assemblée des fidèles implorant sa protection sous son manteau. On y distingue des hommes et des femmes séparés en deux groupes (hommes à droite, femmes portant le voile marial à gauche), et un couple richement vêtu tournant le dos, implorant directement la Vierge devant sa robe ouvragée de motifs floraux : les commanditaires de la peinture.
Deux saints,  de taille intermédiaire entre Marie et la population représentée plus petite, encadrent la scène : saint Sébastien dévêtu percé de flèches à droite ; saint Bernardin de Sienne en robe franciscaine, pieds nus, portant sa tablette affichant le monogramme du Christ IHS et au profil reconnaissable.

## Analyse
La perspective inversée est le modèle perspectif adapté à cette représentation. Pour cette raison précise (visualisation signifiante de la hiérarchie  des protagonistes), bien qu'issue du Moyen Âge, elle perdure pendant la Renaissance.